# Јост ван Дајк (Девичанска острва)
Јост ван Дајк (енгл. Jost Van Dyke) је са 8 km² најмање од 4 највећа острва у Британским Девичанским Острвима, делу карипског архипелага Девичанска острва. Острво је вулканског порекла. Највиша тачка је на 321. метру надморске висине. По попису из 1991, на острву је живело 190 становника. На попису из 2010. године, популација Јоста Ван Дајка је износила 298.
Острво је добило име по холандском гусару из 17. века Јост ван Дајку (хол. Joost van Dyk), коме је острво служило као база. Иако је острво мало, ту су рођени знаменити људи, као Вилијам Торнтон, архитекта Капитола у Вашингтону (САД), и Џон Летсом, оснивач Лондонског медицинског друштва.
Острво је познато по туризму, а нарочито по својим баровима.
Јост ван Дајк, као и остатак Британских Девичанских острва, претрпео је катастрофалну штету од урагана Ирма, олује 5. категорије која је погодила територију у септембру 2017. године.